# Peter Liba
Peter Michael Liba, CM, OM (* 10. Mai 1940 in Winnipeg; † 21. Juni 2007 ebenda) war ein kanadischer Journalist und Manager. Von 1999 bis 2004 amtierte er als Vizegouverneur der Provinz Manitoba.

## Biografie
Liba arbeitete ab 1957 als Journalist; zuerst für zwei kleine Lokalzeitungen, ab 1960 für die Winnipeg Tribune. Von 1968 bis 1973 war er für die Parteiführung der Manitoba Liberal Party als Verwaltungsassistent tätig. 1974 gehörte er zu den Mitbegründern des Medienkonzerns CanWest. In der Folge war er CEO der Fernsehsender CKND Television in Manitoba und SaskWest Television in Saskatchewan. 1993 stieg er zum Vizepräsidenten des Konzerns auf und war in dieser Funktion für die Geschäftsbeziehungen in Kanada, Australien, Neuseeland und Chile zuständig.
Neben seiner beruflichen Tätigkeit unterstützte Liba zahlreiche wohltätige und kulturelle Organisationen. 1984 erhielt er den Order of Canada. Generalgouverneur Roméo LeBlanc vereidigte ihn am 2. März 1999 als Vizegouverneur von Manitoba. Dieses repräsentative Amt übte er bis zum 30. Juni 2004 aus. Ebenfalls 1999 war er die erste Person, die mit dem neu geschaffenen Order of Manitoba ausgezeichnet wurde.